# Heavy Nova (jeu vidéo)
Heavy Nova est un jeu vidéo de type beat them all sorti en 1991 sur Mega-CD et en 1992 sur Mega Drive et Sharp X68000. Le jeu a été développé par Holocronet et édité par Micronet co., Ltd..

## Système de jeu
Il y a deux modes de jeu, le mode un joueur (où l’on progresse tout en rencontrant des ennemis) et le mode deux joueurs (combat classique).
On peut éviter les coups adverses en se baissant ou en sautant (alors que l’on recule pour parer et que l’on est vulnérable lors d’un saut dans beaucoup d’autres jeux de ce genre). De plus, si la barre d'endurance est trop basse, il est impossible de taper ou de se relever. Ce système a d'ailleurs été décrié par le Joueur du Grenier.